# رافائل تیری
رافائل تیری (فرانسوی: Raphaël Thiéry‎) بازیگر اهل فرانسه است. وی از سال ۲۰۰۹ میلادی تاکنون مشغول فعالیت بوده است.
از فیلم‌هایی که وی در آن‌ها نقش داشته است، می‌توان به بیچارگان، دشمنان نزدیک و عمودی ماندن اشاره نمود.